# ウ・ツァンチベット語
ウ・ツァンチベット語または中央チベット語はチベット語三大方言の一つ。主にラサ市を中心とする地区で話される。標準チベット語の基となっている。
またカム方言とも似ており、声調は4つあり、声調と声母、韻母は制約関係にある。声母は送気音と不送気音が対応しており、母音は元の発音より長短が変わったりする。また、文法上の規則により綴字が変化して声調が変化することもある。
ウ・ツァンチベット語は大きく三つに分けられる。
- ウ方言 - ラサ市、山南地区北部、林芝地区西部。80万人が使用しており海外チベット人も多くこれを使用する。
- ツァン方言 - シガツェ市。60万人が使用。
- ガリ方言 - 阿里地区西南の大部分（改則県は除く）。5万人が使用。